# Philon (Heiliger)
Philon (altgriechisch Φίλων Phílōn; † um 150) war ein Diakon und Begleiter des Bischofs Ignatius von Antiochien. Philon wird gemeinsam mit Agathopodes als Heiliger verehrt.
Philon stammte nach Aussage des Ignatius aus Kilikien. Er war Diakon in Tarsus und regelmäßiger Begleiter des Ignatius. Auch Agathopodes, Diakon in Antiochia, hat Ignatius gelegentlich begleitet. Beide Diakone sollen mit Ignatius nach Rom gereist sein, wo der Bischof das Martyrium erlitten hat. Philon und Agathopodes sollen dann dessen Gebeine zurück nach Antiochia gebracht haben.
Gedenktag des Philon und des Agathopodes ist der 25. April.